# 人民の力党
人民の力党（タイ語: พรรคพลังประชาชน、Phak Palang Prachachon、英: People Power Party、略称 PPP）は、かつて存在したタイの政党。国民の力党、市民の力党 という日本語訳があてられることもある。

## 概説
1998年に結成された。長い間弱小泡沫政党で、2005年の下院総選挙でも比例代表区で約30万票（約1%）の獲得にとどまり議席獲得はならなかった。しかし、2007年7月29日に、解党を命じられた旧タイ愛国党（タクシン・シナワット政権与党）の元議員が大挙して入党し、事実上タクシン派の政党となった。
2007年12月の総選挙では、233議席を獲得し、世論調査どおり第1党の位置を確保した。人民の力党は、国民党、中道主義党、タイ団結国家開発党、国家貢献党と連立を組み、人民の力党党首のサマック・スントラウェート前バンコク都知事を首相とする連立内閣を組閣した。
総選挙後に誕生したサマック政権に対し、反タクシン派の民主市民連合は、デモを決起して反発し、首相府を占拠するという暴動が発生した。再び軍事クーデターの噂が流れるほど軍との対立が激化していた政権側は、今度は、憲法裁判所による司法クーデターの可能性にも直面するようになった。そのような中の9月9日に、暫定政権下で任命された反タクシン派の判事で構成されている憲法裁判所により、サマック首相がテレビの料理番組に出演して5,000バーツ（約15,000円）の報酬を得たことは、憲法で定められた「首相の副業禁止条項」に抵触したとして違憲判決を下すという司法クーデターが起きた。これをうけて、サマック内閣は総辞職し、ソムチャーイ・ウォンサワットが首相に就任した。
その後、民主市民連合によりスワンナプーム国際空港が不法占拠されるなど激化する反政府デモに、反タクシン派とされる軍は、政治的中立と称して治安部隊の出動を拒否していたため、警察の機動隊だけでは対処できず、ソムチャイ政権は、有効な対応策がとれないでいた。そして、2008年12月2日に、再び憲法裁判所により、2007年12月の選挙違反を名目として、ソムチャイ首相の5年間の政治活動の禁止と解党処分判決が下され、人民の力党は、国民党・中道主義党とともに解散した。
そのため、タクシン派で判決では失職しなかった議員のうち多くが、新たに設立していたタイ貢献党（プアタイ党）に参加したため、同党が事実上の人民の力党の後継政党となった。しかし、連立与党だった他の政党と人民の力党の一部の派閥が、野党であった民主党との連立に切り替えたため、タクシン派は7年ぶりに野党となった。